# Глазго (Іллінойс)
Глазго (англ. Glasgow) — селище (англ. village) в США, в окрузі Скотт штату Іллінойс. Населення — 113 особи (2020).

## Географія
Глазго розташоване за координатами 39°32′55″ пн. ш. 90°28′48″ зх. д. / 39.54861° пн. ш. 90.48000° зх. д. (39.548717, -90.479992).  За даними Бюро перепису населення США в 2010 році селище мало площу 2,62 км², уся площа — суходіл.

## Демографія
Згідно з переписом 2010 року, у селищі мешкала 141 особа в 65 домогосподарствах у складі 43 родин. Густота населення становила 54 особи/км².  Було 71 помешкання (27/км²).
Расовий склад населення:
| - 97,9 % — білих - 2,1 % — корінних американців |

До двох чи більше рас належало 0,0 %. Частка іспаномовних становила 2,1 % від усіх жителів.
За віковим діапазоном населення розподілялося таким чином: 14,2 % — особи молодші 18 років, 64,5 % — особи у віці 18—64 років, 21,3 % — особи у віці 65 років та старші. Медіана віку мешканця становила 51,1 року. На 100 осіб жіночої статі у селищі припадало 85,5 чоловіків;  на 100 жінок у віці від 18 років та старших — 98,4 чоловіків також старших 18 років.
Середній дохід на одне домашнє господарство  становив 51 196 доларів США (медіана — 51 250), а середній дохід на одну сім'ю — 69 263 долари (медіана — 70 385). За межею бідності перебувало 11,1 % осіб, у тому числі 11,8 % дітей у віці до 18 років та 0,0 % осіб у віці 65 років та старших.
Цивільне працевлаштоване населення становило 59 осіб. Основні галузі зайнятості: освіта, охорона здоров'я та соціальна допомога — 39,0 %, виробництво — 23,7 %, транспорт — 20,3 %.